# Mayor Payne
Mayor Payne es una película estadounidense de 1995 perteneciente al género de comedia negra, protagonizada por Damon Wayans. La cinta es una adaptación de la película de 1955 La guerra privada del mayor Benson, protagonizada por Charlton Heston.

## Argumento
En el Cuerpo de Marines de los Estados Unidos, el Mayor Benson Winifred Payne (Damon Wayans), un duro infante de marina, regresa de una exitosa redada de drogas en América del Sur, solo para descubrir que de nuevo se le ha negado su tan esperado ascenso para el grado de Teniente Coronel. En cambio, Payne recibe una baja honorable con el argumento de que "las guerras del mundo ya no son luchadas en el campo de batalla", y que sus habilidades asesinas ya no son necesarias para el Cuerpo de Marines de los Estados Unidos.
Después de dejar el ejército, Payne encuentra que su vida como civil no funciona y es insoportable. Para intentar ajustarse, se presenta para un trabajo como oficial de policía. Sin embargo, durante un ejercicio de caso de violencia doméstica, Payne agrede físicamente al "sospechoso" y termina en la cárcel. El general de Payne ayuda a liberarlo y le asegura un trabajo militar.
Para sorpresa de Payne, es asignado como instructor militar en la Escuela Preparatoria Madison en Virginia, siendo informado por el director (William Hickey) que su trabajo es entrenar a los Cuerpos de Oficiales de Reserva Junior. Es ahí donde se presenta ante sus subordinados, y nota que son niños y adolescentes con toda clase de deficiencias, todos ellos siendo liderados por el cadete Dotson (Andrew Harrison Leeds), quien al parecer es el único que toma en serio su posición y a la vez, es déspota con sus compañeros. Los cadetes se sienten intimidados a ver que Payne toma con seriedad el liderazgo del grupo, a tal grado de que todos son rapados como su nuevo instructor y se someten a un tortuoso entrenamiento diario. Todo esto con el objetivo de ganar los Juegos Militares de Virginia, una competencia interinstitucional entre unidades militares juveniles.
Sus severos métodos provocan el enojo de la consejera de la compañía, Emily Walburn (Karyn Parsons), quien le exige a Payne que cambie su modo de tratar a los muchachos, para no provocar una rebelión. A pesar de este pedido, Payne hace caso omiso a Emily y tal como ella lo previó, el grupo comienza a tramar planes para eliminar a Payne. Bajo el ala del cadete Alex Stone (Steven Martini), el equipo ejecuta diferentes planes que resultan en un fracaso tras otro. Con un último intento, Stone contrata a un motociclista para golpear a Payne, pero éste logra derribarlo con facilidad. Para buscar al responsable de dicho ataque, Payne reúne al pelotón y advierte con endurecer el entrenamiento, por lo que Stone le declara ser el autor de todos los planes anteriores para perjudicar a su instructor. Para retribución de su acto, Payne destituye a Dotson y coloca en su lugar a Stone como el nuevo líder del pelotón. Stone no acepta el puesto asignado y desafía a su superior, pero éste le sugiere reunir al grupo por la noche en las afueras del edificio principal. Para dar gusto al pedido de los cadetes, Payne propone un reto en donde toda la unidad debe robar el trofeo de los últimos juegos realizados, el cual está en poder de la Academia Wellington. De cumplir con el desafío, se presentará la renuncia de Payne; caso contrario, se deslindaría de toda responsabilidad sobre lo que ocurra con ellos. A lo que los cadetes asumen el reto y planean el asalto (a excepción de Dotson, quien había solicitado su baja de la preparatoria).
Mientras el pelotón iba a lograr su cometido, Payne se queda en su oficina pero se percata que uno de sus cadetes estaba llorando en su dormitorio. Nota que es el cadete Kevin "Tiger" Dunn (quien es el más joven y pequeño del pelotón) y estaba triste porque no fue con los demás porque era muy pequeño para algo tan arriesgado. A su manera, Payne logra confortar a Tiger y a la vez, tiene una cita con Emily la cual es un éxito pues ambos terminan enamorándose. Llegando de su cita, Payne nota la presencia de Stone en su escritorio y le reprocha de su accionar. Éste lo acusa de sabotear el asalto ya que, todo el pelotón fue descubierto mientras ingresaban a los predios de la Academia Wellington, recibiendo una paliza por parte de éstos. Y aunque Payne le recuerda el trato que tuvieron, nuevamente le propone ganar los Juegos pero esta vez por mérito, motivándolo a impulsar a su equipo a la victoria.
Días después en una actividad relacionada al Día de los Padres, Stone recibe la visita de su padrastro (Michael Ironside), quien empieza a tratarlo mal en presencia de sus camaradas, pero es detenido por Payne, quien no usa mucha fuerza para reducirlo y lo echa del predio. Esto hace que Stone se sienta agradecido con su superior por lo que le propone ganar los Juegos bajo su mando y su entrenamiento, sugerencia que es respaldada por el pelotón. Es así cómo los cadetes empiezan a entrenar para los Juegos, mejorando cada vez más, siendo disciplinados y organizados, todo para estar en competencia.
El día antes de los juegos, el cuerpo está en buena forma y listo para la competencia. Sin embargo, el exgeneral de Payne llega con una solicitud para que se reintegre de inmediato a los Marines, pues necesitan sus servicios para un operativo en Bosnia, lo que significa que se perderá los Juegos Militares. Al ver esto, Stone le reprocha sobre todo lo que les había instruido pero Payne sólo le responde que nunca dijo que las familias no se separan. Es cuando Emily se entera de esto y también le reprocha a Payne, pero éste le recuerda que es un oficial y no un hombre de familia para tener que quedarse. Con todo eso, Payne alista su equipaje y se va, hecho que desmoraliza a los cadetes, pero Stone los motiva a continuar con la misión de ganar los Juegos por lo que, todos están dispuestos a competir a pesar de la ausencia de su instructor.
A su llegada a la estación, Payne piensa en cómo sería su vida si se casara con Emily, y si adoptara a Tiger como su hijo, y viviendo como un hombre de familia, dejando su vida militar en el pasado. Esto hace que tome una decisión sobre su futuro personal. Mientras tanto, el pelotón participa en los Juegos Militares y se destacan bastante bien, gracias al entrenamiento de Payne. Para la penúltima prueba, se preparan a todos los equipos a una competencia de relevos, donde el último del pelotón para terminar el circuito era Stone, pero lastimosamente termina en segundo lugar a causa de un tropiezo causado por el competidor de la Academia Wellington, quien resulta ser Dotson. Debido a esto, el cadete Dwight "D" Williams (quien es el más gracioso del pelotón) decide golpear a Dotson y se arma una trifulca entre los cadetes de Madison y Wellington. Debido a esto, la Academia Wellington exige la descalificación de Madison, pero repentinamente aparece Payne para respaldar a sus subordinados y logra que su pelotón continúe en competencia.
A raíz de esto, el pelotón se queda sin Williams (por sanción) y sin Stone (por lesión) para continuar con la prueba final de presentación. Payne sugiere que Tiger dirija al equipo, pues él siempre estuvo cerca del campo de entrenamiento. Y aunque inicialmente no quiere ser el líder porque es muy pequeño, Payne lo convence. El pelotón realiza una rutina poco ortodoxa pero entretenida al público y al jurado, lo que les sirve para ganar los Juegos. Meses después, se puede apreciar el trofeo de los Juegos en los predios de la Academia Madison, donde incluso se encuentra un premio especial para Stone como cadete destacado.
Con todo eso, Payne es ratificado como instructor de los cadetes, con Stone como jefe de escuadra. La actitud de Payne es algo más flexible con sus nuevos subordinados, pero uno de los cadetes (quien particularmente es invidente y tiene su perro lazarillo) empieza a ser grosero con Payne al punto de que su perro responde de forma agresiva. Para corregirlo, manda a Tiger (quien termina siendo adoptado por Payne y Emily) a traer su cuchillo de supervivencia con el que, afeita tanto al cadete como a su perro, y termina riéndose a su forma particular; mostrando que siempre que haya personas problemáticas, allí estará Payne para ponerlos en su lugar.

## Reparto
- Damon Wayans como Mayor Benson Winifred Payne.
- Karyn Parsons como Emily Walburn.
- Steven Martini como Cadete Alex J. Stone
- Orlando Brown como Cadete Kevin "Tiger" Dunn.
- Albert Hall como General Decker.
- Andrew Harrison Leeds como Cadete Dotson.
- Damien Wayans como Cadete Dwight "D." Williams.
- Chris Owen como Cadete Wuliger.
- Stephen Coleman como Cadete Leland.
- Mark Madison como Cadete Fox.
- Peyton Chesson-Fohl como Cadete Sargento Johnson.
- Michael Ironside como Tcnl. Stone.
- Bam Bam Bigelow como un motero (acreditado como Scott Bigelow).
- Shawayna Phillips como Chante Bands.

## Producción
Las escenas exteriores del internado de Major Payne fueron filmadas en la Escuela Miller de Albemarle.
La mayor parte de las escenas interiores fueron filmadas en un almacén propiedad de 84 Lumber en el Condado de Chesterfield justo al lado de US RT 1 que se convirtió en un escenario de sonido.
La primera escena fue filmada en las afueras de la escena sonora improvisada.
La escena de la fantasía en la estación de tren fue filmado en la estación de tren de Ashland, en Ashland, Virginia.
Orlando Brown tuvo un maestro en el set durante la producción. El mismo profesor y tutor fue el maestro en el set para Benji Gregory, quien interpretó a Brian Tanner en el programa de televisión ALF.
Durante la producción, el rodaje tuvo que ser detenido durante todo el día debido a los trenes CSX que pasaban por el estudio de sonido.
Las escenas de los Juegos militares fueron filmadas en la Plantación Berkeley en Charles City, Virginia. Hubo un final alternativo para la película.
Dean Lorey (coautor del guion) declaró que, a su entender, no hay en proyecto ninguna edición especial de la cinta.

## Recepción
El agregador de comentarios Rotten Tomatoes otorgó a la película una calificación de aprobación del 33% basada en 12 revisiones. Kevin Thomas, de Los Angeles Times, escribió: "Mientras que Major Payne es demasiado predecible para la mayoría de los adultos, es un entretenimiento ideal para audiencias juveniles que permite a Damon Wayans estar en su mejor momento en un papel de ensueño". Caryn James, de The New York Times, escribió: "Aunque la película rara vez es más inteligente que su título, el Sr. Wayans le da a la comedia caricaturesca oscura una ventaja irreverente". Roger Ebert, del Chicago Sun-Times, la calificó con 3 de 4 estrellas y la llamó "una sátira inteligente y divertida de películas militares".

### Taquilla
La película debutó en Estados Unidos en el puesto número dos, detrás de la película Outbreak, con $ 7 millones de dólares en su primer fin de semana. Major Payne llegó a recaudar $ 30,1 millones de dólares en todo el mundo.